# Warashibe chōja
Warashibe chōja (en japonès —わらしべ長者, també conegut com a daietsu o daikokumai) és un conte budista japonès sobre un home pobre que s'enriqueix a través d'una sèrie de canvis successius, a partir d'una sol bri de palla. La història va ser escrita probablement durant el període Heian i inclosa més tard a Konjaku Monogatarishū i Uji Shūi Monogatari. Es va popularitzar durant el període Muromachi. Aquesta llegenda és una anècdota comuna en la cultura popular japonesa.

## Trama
Daietsu-no-suke és un esforçat però desafortunat camperol, que li prega a Guanyin, la deessa de pietat, que l'ajudi a superar la pobresa. Guanyin li diu que viatgi cap a l'oest, portant la primera cosa que toqui en el terra. Quan surt del temple, s'ensopega i agafa un bri de palla. Mentre viatja, atrapa un tàvec que el molestava i l'amarra a la palla. A la propera ciutat, el brunzit del tàvec calma el plor d'un bebè i la mare, agraïda, l'hi intercanvia per tres taronges. Prenent les taronges, continua en el seu viatge i troba una dona deshidratada. Li dona les taronges i ella li regala, a canvi, un valuós teixit de seda. El camperol segueix el seu camí i es troba amb un samurai que té un cavall afeblit. El samurai exigeix la seda a canvi del seu cavall. El camperol cuida a l'animal fins que recupera la salut i continua el seu viatge cap a l'oest. Un milionari s'impressiona pel seu cavall i li convida a la seva casa. La filla del milionari resulta ser la mateixa dona que havia salvat amb les seves taronges. Interpretant-ho com un senyal, el milionari insisteix que el camperol es casi amb la seva filla, fent-lo ric.
Com és normal en la tradició oral, els detalls de la història canvien amb el temps i es generen moltes variants del conte. Algunes versions retraten al camperol com un soldat que canvia el cavall per camps d'arròs i es converteix en un agricultor reeixit, ometent a la filla del milionari.

## En la cultura popular
- One red paperclip, va ser un projecte on es va intercanviar un clip fins a arribar a una casa, inspirant-se en aquesta història.[7][8]
- En molts jocs de The Legend of Zelda, el jugador ha de fer una llarga sèrie de canvis per arribar a una arma o objecte exclusiu. Els desenvolupadors citen aquesta llegenda com inspiració.[9]
- Similarment, el joc japonès Gloria Union inclou un desafiament opcional que l'heroi Ishut intercanvia una sèrie de banderes blasonades amb peixos diferents, fins a obtenir una capa de manta gegant. La manta gegant és un animal sagrat, dins de la cultura del joc, i completant aquest desafiament es desbloqueja el millor final del joc.
- Junji Kinoshita, escriptor i dramaturg japonès, va publicar una antologia de contes populars japonesos sota el títol d'El milionari de palla.[10]
- En Hyouka, anime i sèrie de novel·les lleugeres, la seva protagonista Hōtarō intercanvia objectes en el seu lloc del festival cultural escolar i fa una referència literal a aquesta llegenda.
- En Suikoden, per obtenir una Star of Destiny anomenada Sarah, l'heroi ha d'obtenir una barra de sabó i fer una sèrie de canvis.
- En l'episodi de The Office «Garage sale», Dwight vol obtenir l'objecte mes valuós, partint d'una xinxeta. Finalment intercanvia un telescopi de USD150 per un paquet de «llegums miraculosos».